# Черезов Євген Вікентійович
Євгеній Вікентійович Черезов (нар. 23 березня 1912 — 4 червня 1988) — радянський історик, доктор історичних наук, професор, єгиптолог. Почесний доктор Каїрського університета.

## Біографія
Народився 23 березня 1912 р. у с. Стара Тушка В'ятської губернії в Російській імперії. Мати - Тетяна Григорівна Хлюпіна. Батько, Вікентій Михайлович Черезов,учасник революцій 1905-1907 рр. і лютневої 1917 р. Репресований більшовицьким режимом, помер у Ростовській в'язниці 24 листопада 1938 р. Євгеній мав шістьох братів і сестер. Закінчив 1930 р. середню школу в Москві, де на той час проживали його батьки. Далі - навчання у Московському планово-економічному інституті. У1934 р. призваний до лав Червоної армії. Проходив службу у Вітебську в 4-му корпусному артилерійському полку. У 1936-1941 рр. навчався на історичному факультеті Ленінградського державного університету. За роки навчання досконало вивчив давньоєгипетську мову, а також на належному рівні - англійську й німецьку. В 1939-1940 році взяв участь в радянсько-фінській війні. В 1941-1945 роках воював на фронтах Другої світової війни. 
1945 р. вступив до аспірантури Ленінградського державного університету за спеціальністю "Стародавня історія". У підсумку - успішний захист кандидатської дисертації "Грамоти захисту храмів Стародавнього царства Єгипту як історичне джерело (30002400 рр. до н.е.)" (1948) З 1949 року розпочав роботу в Чернівецькому університеті. З 1951 по 1955 завідувач кафедри стародавньої та середньовічної історії. З 1955 доцент кафедри загальної історії.
1970 р. в Інституті історії АН УРСР захистив докторську дисертацію "Техніка сільського господарства стародавнього Єгипту". З 1973 р. професор. 